# Marjorie Hyams
Marjorie Hyams (New York, 9 augustus 1920 - Monrovia, 14 juni 2012) was een Amerikaanse vibrafoniste, pianiste en arrangeur van de modernjazz.

## Carrière
Hyams groeide op in Queens. Haar broer Mark was ook actief als jazzmuzikant. Ze trad met een eigen band op in Atlantic City, toen ze werd ontdekt door Woody Herman. In de tweede helft van de jaren 1940 was ze daarna een belangrijk figuur van het Amerikaanse jazzcircuit. In 1944/1945 was ze lid van Hermans band First Herd. Van 1945 tot 1948 leidde Hyams een eigen trio, dat incidenteel toebehoorde aan Tal Farlow. Bovendien maakte ze plaatopnamen met Flip Phillips, Charlie Ventura en Mary Lou Williams. Met laatstgenoemde trad ze in 1947 ook op in een pure vrouwenbigband in de Carnegie Hall in New York. Hyams speelde van 1949 tot 1950 in het kwintet van George Shearing. Ze leidde echter nooit een opnamesessie onder haar eigen naam. Margie Hyams carrière eindigde in 1950, toen ze op 27-jarige leeftijd besloot om te trouwen met William G. Ericsson (1927 - 1978). Daarna speelde, arrangeerde en gaf ze les in Chicago van 1951 tot 1970.

## Overlijden
Marjorie Hyams overleed in juni 2012 op 91-jarige leeftijd.

## Discografie
- 1945-1947: Woody Herman: The V-Disc Years Vol 1 & 2 (Hep Records)
- 1949-1054: George Shearing: Verve Jazz Masters (Verve Records)
- 1945-1947: Charlie Ventura: Charlie Ventura 1945-1947 (Classics)
- 1945-1946: Mary Lou Williams: Mary Lou Williams 1945-1946 (Classics)

- Bibliothèque nationale de France: cb13925201n (data)
- International Standard Name Identifier: 0000 0000 7839 6317
- Library of Congress Control Number: nr96031430
- MusicBrainz: 0296aafa-86d3-4371-8874-caa8601c3c2c
- Réseau des bibliothèques de Suisse occidentale: 02-A009667905
- SNAC: w60t3615
- Système universitaire de documentation: 161990584
- Virtual International Authority File: 76502502
- WorldCat: E39PBJyrPMWtfHWGqbHR7PrDv3